# Serhij Nazarenko
Serhij Nazarenko (ukrajinski: Сергій Назаренко; Kirovograd, 16. veljače 1980.) bivši je ukrajinski nogometaš. 